# Mistrzostwa Europy w Piłce Ręcznej Mężczyzn 2020 (eliminacje)
Kwalifikacje do Mistrzostw Europy w Piłce Ręcznej Mężczyzn 2020 – dwuetapowe rozgrywki, mające na celu wyłonienie dwudziestu męskich reprezentacji narodowych w piłce ręcznej, które wystąpiły w turnieju finałowym Mistrzostw Europy 2020.

## Informacje ogólne
Turniej finałowy organizowanych przez EHF mistrzostw Europy odbędzie się w styczniu 2020 roku w Szwecji, Austrii i Norwegii i wezmą w nim udział dwadzieścia cztery drużyny. Automatyczny awans do mistrzostw uzyskały reprezentacje wszystkich trzech gospodarzy oraz Hiszpanie jako mistrz Europy 2018, o pozostałe miejsca odbywają się natomiast dwuetapowe eliminacje. Chęć udziału w zawodach wyraziło czterdzieści osiem reprezentacji.
Do drugiej fazy eliminacji automatycznie awans zyskali wszyscy uczestnicy II fazy eliminacji do ME 2018, Chorwacja będąca organizatorem Mistrzostw Europy 2018 oraz Izrael jako najwyżej sklasyfikowana z pozostałych drużyn. Prawo udziału w tym etapie otrzymać mieli zwycięzcy trzech grup z pierwszej fazy eliminacji, a także triumfator European IHF Trophy organizowanego dla najsłabszych drużyn kontynentu. Chęć udziału w European IHF Trophy zadeklarowało dziewięć zespołów – Albania, Andora, Armenia, Azerbejdżan, Bułgaria, Irlandia, Malta, Mołdawia i Wielka Brytania – ostatecznie jednak turniej ten został zastąpiony przez rozegraną w szesnastozespołowej obsadzie drugą edycję IHF Emerging Nations Championship, z awansem do drugiej fazy eliminacji ME 2020 dla czołowej trójki tych zawodów.

## Faza 1
W pierwszej fazie eliminacji wystąpiło dziewięć zespołów podzielonych na trzy grupy po trzy zespoły. Rywalizowały one systemem kołowym w sześciu terminach w listopadzie 2016 i styczniu 2017 roku. Zwycięzcy grup uzyskali awans do drugiej fazy eliminacji. Zespoły z grupy A zdecydowały o rozegraniu meczów eliminacyjnych w formie jednego turnieju.

### Losowanie
Losowanie grup fazy 1 zaplanowane zostało na 24 czerwca 2016 roku w Wiedniu. Dziewięć zespołów uczestniczących w tym etapie zostało podzielonych na koszyki według rankingu EHF.
| Koszyk 1 |
| -------- |
| Turcja   |
| Grecja   |
| Włochy   |

| Koszyk 2   |
| ---------- |
| Estonia    |
| Luksemburg |
| Cypr       |

| Koszyk 3    |
| ----------- |
| Gruzja      |
| Wyspy Owcze |
| Kosowo      |

W wyniku transmitowanego w Internecie losowania wyłonione zostały trzy grupy po trzy zespoły.
| Grupa A     |
| ----------- |
| Grecja      |
| Cypr        |
| Wyspy Owcze |

| Grupa B |
| ------- |
| Turcja  |
| Estonia |
| Kosowo  |

| Grupa C    |
| ---------- |
| Włochy     |
| Luksemburg |
| Gruzja     |

### Grupa A
| 13 stycznia 201720:00 | Cypr | 20:19(8:9) | Wyspy Owcze | Høllin á Hálsi, Thorshavn Widzów: 450 Sędzia: Jaškins, Žabko |
| 13 stycznia 201720:00 |      | 20:19(8:9) |             | Høllin á Hálsi, Thorshavn Widzów: 450 Sędzia: Jaškins, Žabko |

| 14 stycznia 201718:00 | Grecja | 24:17(13:6) | Cypr | Høllin á Hálsi, Thorshavn Widzów: 100 Sędzia: Jaškins, Žabko |
| 14 stycznia 201718:00 |        | 24:17(13:6) |      | Høllin á Hálsi, Thorshavn Widzów: 100 Sędzia: Jaškins, Žabko |

| 15 stycznia 201716:00 | Wyspy Owcze | 24:26(11:13) | Grecja | Høllin á Hálsi, Thorshavn Widzów: 400 Sędzia: Jaškins, Žabko |
| 15 stycznia 201716:00 |             | 24:26(11:13) |        | Høllin á Hálsi, Thorshavn Widzów: 400 Sędzia: Jaškins, Žabko |

### Grupa B
| 2 listopada 201619:00 | Turcja        | 26:22(13:8) | Kosowo        | THF Spor Salonu, Ankara Widzów: 750 Sędzia: Cindrić, Gonzurek |
| 2 listopada 201619:00 | Çetin Çelik 6 | 26:22(13:8) | 5 Valon Dedaj | THF Spor Salonu, Ankara Widzów: 750 Sędzia: Cindrić, Gonzurek |
| 2 listopada 201619:00 | 3× · 3×       | 26:22(13:8) | 3× · 3×       | THF Spor Salonu, Ankara Widzów: 750 Sędzia: Cindrić, Gonzurek |

| 6 listopada 201619:30 | Kosowo       | 24:24(11:12) | Turcja                       | Pallati i Rinise, Kulturës dhe Sportëve, Prisztina Widzów: 1 300 Sędzia: Frieser, Kavulič |
| 6 listopada 201619:30 | Luigj Quni 6 | 24:24(11:12) | 7 Onur Ersin · 7 Çetin Çelik | Pallati i Rinise, Kulturës dhe Sportëve, Prisztina Widzów: 1 300 Sędzia: Frieser, Kavulič |
| 6 listopada 201619:30 | 2× · 3×      | 24:24(11:12) | 5× · 2×                      | Pallati i Rinise, Kulturës dhe Sportëve, Prisztina Widzów: 1 300 Sędzia: Frieser, Kavulič |

| 4 stycznia 201719:30 | Kosowo | 17:31(7:13) | Estonia | Pallati i Rinise, Kulturës dhe Sportëve, Prisztina Widzów: 1 500 Sędzia: Hofer, Schmidhuber |
| 4 stycznia 201719:30 |        | 17:31(7:13) |         | Pallati i Rinise, Kulturës dhe Sportëve, Prisztina Widzów: 1 500 Sędzia: Hofer, Schmidhuber |

| 8 stycznia 201719:30 | Estonia | 27:23(14:10) | Kosowo | Mesikäpa Hall, Põlva Widzów: 784 Sędzia: Geraets, Geraets |
| 8 stycznia 201719:30 |         | 27:23(14:10) |        | Mesikäpa Hall, Põlva Widzów: 784 Sędzia: Geraets, Geraets |

| 11 stycznia 201719:30 | Estonia | 18:28(9:11) | Turcja | Mesikäpa Hall, Põlva Widzów: 801 Sędzia: Thomassen, Schmack |
| 11 stycznia 201719:30 |         | 18:28(9:11) |        | Mesikäpa Hall, Põlva Widzów: 801 Sędzia: Thomassen, Schmack |

| 15 stycznia 201716:00 | Turcja | 18:20(10:8) | Estonia | THF Spor Salonu, Ankara Widzów: 1 100 Sędzia: Stokes, Bartlett |
| 15 stycznia 201716:00 |        | 18:20(10:8) |         | THF Spor Salonu, Ankara Widzów: 1 100 Sędzia: Stokes, Bartlett |

### Grupa C
| 2 listopada 201617:30 | Włochy           | 26:19(11:10) | Gruzja            | Palazzetto dello Sport Concetto Lo Bello, Syrakuzy Widzów: 2 100 Sędzia: Manea, Iliescu |
| 2 listopada 201617:30 | Dean Turkovic 10 | 26:19(11:10) | 6 Revaz Chanturia | Palazzetto dello Sport Concetto Lo Bello, Syrakuzy Widzów: 2 100 Sędzia: Manea, Iliescu |
| 2 listopada 201617:30 | 2× · 3×          | 26:19(11:10) | 3× · 3× · 1×      | Palazzetto dello Sport Concetto Lo Bello, Syrakuzy Widzów: 2 100 Sędzia: Manea, Iliescu |

| 6 listopada 201618:00 | Gruzja              | 25:28(13:13) | Włochy          | Olympic Handball Arena, Tbilisi Widzów: 1 500 Sędzia: Jerlecki, Łabuń |
| 6 listopada 201618:00 | Irakli Chikovani 11 | 25:28(13:13) | 7 Dean Turkovic | Olympic Handball Arena, Tbilisi Widzów: 1 500 Sędzia: Jerlecki, Łabuń |
| 6 listopada 201618:00 | 2× · 2×             | 25:28(13:13) | 4× · 2×         | Olympic Handball Arena, Tbilisi Widzów: 1 500 Sędzia: Jerlecki, Łabuń |

| 4 stycznia 201718:00 | Gruzja | 24:31(12:11) | Luksemburg | Olympic Handball Arena, Tbilisi Widzów: 300 Sędzia: Sirbu, Suponicov |
| 4 stycznia 201718:00 |        | 24:31(12:11) |            | Olympic Handball Arena, Tbilisi Widzów: 300 Sędzia: Sirbu, Suponicov |

| 7 stycznia 201718:00 | Luksemburg | 35:29(18:13) | Gruzja | Centre National Sportif et Culturel, Luksemburg Widzów: 800 Sędzia: Lillepea, Kull |
| 7 stycznia 201718:00 |            | 35:29(18:13) |        | Centre National Sportif et Culturel, Luksemburg Widzów: 800 Sędzia: Lillepea, Kull |

| 11 stycznia 201719:30 | Luksemburg | 24:23(13:10) | Włochy | Centre National Sportif et Culturel, Luksemburg Widzów: 1 200 Sędzia: Kékes, Kékes |
| 11 stycznia 201719:30 |            | 24:23(13:10) |        | Centre National Sportif et Culturel, Luksemburg Widzów: 1 200 Sędzia: Kékes, Kékes |

| 15 stycznia 201716:30 | Włochy | 26:24(12:9) | Luksemburg | Palazzetto dello Sport Concetto Lo Bello, Syrakuzy Widzów: 1 500 Sędzia: Hájek, Macho |
| 15 stycznia 201716:30 |        | 26:24(12:9) |            | Palazzetto dello Sport Concetto Lo Bello, Syrakuzy Widzów: 1 500 Sędzia: Hájek, Macho |

### IHF Emerging Nations Championship 2017
Po raz pierwszy w historii możliwość zakwalifikowania się do II fazy eliminacji ME dał IHF Emerging Nations Championship, z którego awans uzyskała czołowa trójka drużyn należących do europejskiego związku. Zawody zostały zorganizowane w szesnastozespołowej obsadzie, prócz gospodarzy i Chińczyków zagrało w nim osiem reprezentacji, które nie brało udziału we wcześniejszej fazie eliminacji, oraz sześć, które nie uzyskały wówczas awansu. Druga edycja tego turnieju odbyła się w dniach 12–18 czerwca 2017 roku w Bułgarii, tytuł obronili zawodnicy z Wysp Owczych, którzy w finale pokonali Turcję, trzecie miejsce zajęli zaś reprezentanci Kosowa – cała trójka medalistów tych zawodów uzyskała zatem prawo do gry w fazie drugiej eliminacji.

## Faza 2
W drugiej fazie odbędzie się właściwy turniej eliminacyjny z udziałem trzydziestu dwóch reprezentacji podzielonych na osiem czterozespołowych grup. Automatyczny awans do tego etapu zyskało dwadzieścia sześć drużyn, które dołączyły do trzech zwycięzców poszczególnych grup I fazy eliminacji oraz wszystkich trzech medalistów IHF Emerging Nations Championship 2017. Awans do turnieju finałowego Mistrzostw Europy uzyskają dwie najlepsze drużyny z każdej grupy oraz cztery najlepsze zespoły spośród tych, które zajęły trzecie miejsce.

### Losowanie
Losowanie zostało zaplanowane na 12 kwietnia 2018 roku w Erkebispegården w Trondheim. Przed losowaniem drużyny zostały podzielone na cztery koszyki według rankingu EHF obejmującego wyniki turniejów z trzech poprzednich lat – ME 2016, MŚ 2017 i ME 2018. W jego pierwszej fazie trzy zespoły z identycznym dorobkiem punktowym zostały rozdzielone pomiędzy koszyki 2 i 3. Na początku kwietnia 2018 roku schemat losowania został nieznacznie zmodyfikowany, by uniknąć sytuacji, że Kosowo znajdzie się w tej samej grupie co Serbia zgodnie z podjętą w styczniu tegoż roku przez zarząd kontynentalnego związku decyzją o możliwości przeprowadzenia jego zmian w przypadku, gdzie niestabilna sytuacja geopolityczna pomiędzy uczestniczącymi krajami mogłaby stworzyć problemy w przeprowadzeniu meczów.
| Koszyk 1           |
| ------------------ |
| Francja            |
| Chorwacja          |
| Niemcy             |
| Dania              |
| Słowenia           |
| Białoruś           |
| Węgry              |
| Macedonia Północna |

| Koszyk 2   |
| ---------- |
| Rosja      |
| Czechy     |
| Polska     |
| Islandia   |
| Serbia     |
| Czarnogóra |

| Koszyk 2/3           |
| -------------------- |
| Bośnia i Hercegowina |
| Holandia             |
| Portugalia           |

| Koszyk 3   |
| ---------- |
| Łotwa      |
| Litwa      |
| Szwajcaria |
| Słowacja   |
| Ukraina    |
| Izrael     |
| Turcja     |

| Koszyk 4    |
| ----------- |
| Finlandia   |
| Belgia      |
| Estonia     |
| Grecja      |
| Rumunia     |
| Włochy      |
| Kosowo      |
| Wyspy Owcze |

W wyniku transmitowanego w Internecie losowania wyłonionych zostało osiem grup. Mecze będą się odbywać w sześciu terminach: w październiku 2018 oraz w kwietniu i czerwcu 2019 roku.
| Grupa 1 |
| ------- |
| Niemcy  |
| Polska  |
| Izrael  |
| Kosowo  |

| Grupa 2    |
| ---------- |
| Chorwacja  |
| Serbia     |
| Szwajcaria |
| Belgia     |

| Grupa 3            |
| ------------------ |
| Macedonia Północna |
| Islandia           |
| Turcja             |
| Grecja             |

| Grupa 4  |
| -------- |
| Słowenia |
| Holandia |
| Łotwa    |
| Estonia  |

| Grupa 5              |
| -------------------- |
| Białoruś             |
| Czechy               |
| Bośnia i Hercegowina |
| Finlandia            |

| Grupa 6    |
| ---------- |
| Francja    |
| Portugalia |
| Litwa      |
| Rumunia    |

| Grupa 7  |
| -------- |
| Węgry    |
| Rosja    |
| Słowacja |
| Włochy   |

| Grupa 8     |
| ----------- |
| Dania       |
| Czarnogóra  |
| Ukraina     |
| Wyspy Owcze |

Mecze odbędą się w terminach:
- Rundy 1 i 2: 24–28 października 2018
- Rundy 3 i 4: 10–14 kwietnia 2019
- Rundy 5 i 6: 12–16 czerwca 2019.

### Grupa 1
| 24 października 201818:00 | Polska | 37:13(15:5) | Kosowo | Hala sportowo-widowiskowa KSZO, Ostrowiec Świętokrzyski Widzów: 2 500 Sędzia: Butskevich, Butskevich |
| 24 października 201818:00 |        | 37:13(15:5) |        | Hala sportowo-widowiskowa KSZO, Ostrowiec Świętokrzyski Widzów: 2 500 Sędzia: Butskevich, Butskevich |

| 24 października 201819:00 | Niemcy | 37:21(19:9) | Izrael | Rittal-Arena, Wetzlar Widzów: 4 347 Sędzia: Gasmi, Gasmi |
| 24 października 201819:00 |        | 37:21(19:9) |        | Rittal-Arena, Wetzlar Widzów: 4 347 Sędzia: Gasmi, Gasmi |

| 28 października 201818:45 | Izrael | 25:24(12:12) | Polska | Drive in Arena, Tel Awiw-Jafa Widzów: 1 300 Sędzia: Argyridis, Mouttas |
| 28 października 201818:45 |        | 25:24(12:12) |        | Drive in Arena, Tel Awiw-Jafa Widzów: 1 300 Sędzia: Argyridis, Mouttas |

| 28 października 201819:30 | Kosowo | 14:30(5:15) | Niemcy | Pallati i Rinise, Kulturës dhe Sportëve, Prisztina Widzów: 2 000 Sędzia: Leandersson, Lindroos |
| 28 października 201819:30 |        | 14:30(5:15) |        | Pallati i Rinise, Kulturës dhe Sportëve, Prisztina Widzów: 2 000 Sędzia: Leandersson, Lindroos |

| 10 kwietnia 201918:00 | Polska | 18:26(10:13) | Niemcy | Arena Gliwice, Gliwice Widzów: 9 550 Sędzia: Brunovský, Canda |
| 10 kwietnia 201918:00 |        | 18:26(10:13) |        | Arena Gliwice, Gliwice Widzów: 9 550 Sędzia: Brunovský, Canda |

| 10 kwietnia 201919:15 | Kosowo | 27:24(12:8) | Izrael | Pallati i Rinise, Kulturës dhe Sportëve, Prisztina Widzów: 1 500 Sędzia: Di Domenico, Fornasier |
| 10 kwietnia 201919:15 |        | 27:24(12:8) |        | Pallati i Rinise, Kulturës dhe Sportëve, Prisztina Widzów: 1 500 Sędzia: Di Domenico, Fornasier |

| 13 kwietnia 201914:00 | Niemcy | 29:24(16:16) | Polska | Gerry Weber Stadion, Halle Widzów: 10 400 Sędzia: Nikolov, Nachevski |
| 13 kwietnia 201914:00 |        | 29:24(16:16) |        | Gerry Weber Stadion, Halle Widzów: 10 400 Sędzia: Nikolov, Nachevski |

| 14 kwietnia 201918:00 | Izrael | 30:24(11:9) | Kosowo | Drive in Arena, Tel Awiw-Jafa Widzów: 800 Sędzia: Pârvu, Potîrniche |
| 14 kwietnia 201918:00 |        | 30:24(11:9) |        | Drive in Arena, Tel Awiw-Jafa Widzów: 800 Sędzia: Pârvu, Potîrniche |

| 12 czerwca 201919:45 | Izrael | 25:40(14:19) | Niemcy | Drive in Arena, Tel Awiw-Jafa Widzów: 1 700 Sędzia: Andorka, Hucker |
| 12 czerwca 201919:45 |        | 25:40(14:19) |        | Drive in Arena, Tel Awiw-Jafa Widzów: 1 700 Sędzia: Andorka, Hucker |

| 12 czerwca 201920:00 | Kosowo | 23:23(14:13) | Polska | Pallati i Rinise, Kulturës dhe Sportëve, Prisztina Widzów: 1 300 Sędzia: Smailagic, Smailagic |
| 12 czerwca 201920:00 |        | 23:23(14:13) |        | Pallati i Rinise, Kulturës dhe Sportëve, Prisztina Widzów: 1 300 Sędzia: Smailagic, Smailagic |

| 16 czerwca 201918:00 | Niemcy | 28:17(16:5) | Kosowo | Arena Nürnberger Versicherung, Norymberga Widzów: 7 187 Sędzia: Hofer, Schmidhuber |
| 16 czerwca 201918:00 |        | 28:17(16:5) |        | Arena Nürnberger Versicherung, Norymberga Widzów: 7 187 Sędzia: Hofer, Schmidhuber |

| 16 czerwca 201918:00 | Polska | 26:23(10:11) | Izrael | Orlen Arena, Płock Widzów: 2 560 Sędzia: Konjičanin, Konjičanin |
| 16 czerwca 201918:00 |        | 26:23(10:11) |        | Orlen Arena, Płock Widzów: 2 560 Sędzia: Konjičanin, Konjičanin |

### Grupa 2
| 24 października 201818:00 | Serbia | 27:27(15:14) | Belgia | Kristalna dvorana, Zrenjanin Widzów: 2 500 Sędzia: Madsen, Mortensen |
| 24 października 201818:00 |        | 27:27(15:14) |        | Kristalna dvorana, Zrenjanin Widzów: 2 500 Sędzia: Madsen, Mortensen |

| 25 października 201820:15 | Chorwacja | 31:28(15:16) | Szwajcaria | Dvorana Gradski vrt, Osijek Widzów: 3 538 Sędzia: Nabokau, Kulik |
| 25 października 201820:15 |           | 31:28(15:16) |            | Dvorana Gradski vrt, Osijek Widzów: 3 538 Sędzia: Nabokau, Kulik |

| 28 października 201813:15 | Szwajcaria | 29:24(12:11) | Serbia | Bossard Arena, Zug Widzów: 4 176 Sędzia: Baranowski, Lemanowicz |
| 28 października 201813:15 |            | 29:24(12:11) |        | Bossard Arena, Zug Widzów: 4 176 Sędzia: Baranowski, Lemanowicz |

| 28 października 201815:45 | Belgia | 25:30(12:18) | Chorwacja | Sportoase Philipssite, Leuven Widzów: 2 500 Sędzia: Santos, Fonseca |
| 28 października 201815:45 |        | 25:30(12:18) |           | Sportoase Philipssite, Leuven Widzów: 2 500 Sędzia: Santos, Fonseca |

| 10 kwietnia 201920:10 | Belgia | 25:28(10:16) | Szwajcaria | Sportoase Philipssite, Leuven Widzów: 2 115 Sędzia: Horváth, Marton |
| 10 kwietnia 201920:10 |        | 25:28(10:16) |            | Sportoase Philipssite, Leuven Widzów: 2 115 Sędzia: Horváth, Marton |

| 11 kwietnia 201918:00 | Serbia | 25:25(13:13) | Chorwacja | Štark Arena, Belgrad Widzów: 7 959 Sędzia: Zotin, Volodkov |
| 11 kwietnia 201918:00 |        | 25:25(13:13) |           | Štark Arena, Belgrad Widzów: 7 959 Sędzia: Zotin, Volodkov |

| 14 kwietnia 201914:00 | Szwajcaria | 36:22(16:11) | Belgia | BBC Arena, Szafuza Widzów: 3 500 Sędzia: Opava, Valek |
| 14 kwietnia 201914:00 |            | 36:22(16:11) |        | BBC Arena, Szafuza Widzów: 3 500 Sędzia: Opava, Valek |

| 14 kwietnia 201920:30 | Chorwacja | 27:23(17:11) | Serbia | Dvorana Krešimira Ćosića, Zadar Widzów: 6 500 Sędzia: Brunovský, Canda |
| 14 kwietnia 201920:30 |           | 27:23(17:11) |        | Dvorana Krešimira Ćosića, Zadar Widzów: 6 500 Sędzia: Brunovský, Canda |

| 12 czerwca 201918:15 | Szwajcaria | 28:33(13:17) | Chorwacja | Bossard Arena, Zug Widzów: 6 135 Sędzia: López, Ramírez |
| 12 czerwca 201918:15 |            | 28:33(13:17) |           | Bossard Arena, Zug Widzów: 6 135 Sędzia: López, Ramírez |

| 12 czerwca 201920:00 | Belgia | 26:37(10:20) | Serbia | Sportoase Philipssite, Leuven Widzów: 1 100 Sędzia: Elíasson, Pálsson |
| 12 czerwca 201920:00 |        | 26:37(10:20) |        | Sportoase Philipssite, Leuven Widzów: 1 100 Sędzia: Elíasson, Pálsson |

| 16 czerwca 201918:00 | Chorwacja | 28:19(15:9) | Belgia | Športska dvorana Žatika, Poreč Widzów: 2 800 Sędzia: Harabagiu, Stănescu |
| 16 czerwca 201918:00 |           | 28:19(15:9) |        | Športska dvorana Žatika, Poreč Widzów: 2 800 Sędzia: Harabagiu, Stănescu |

| 16 czerwca 201918:00 | Serbia | 32:31(19:17) | Szwajcaria | SPC Vojvodina, Nowy Sad Widzów: 6 000 Sędzia: Sondors, Līcis |
| 16 czerwca 201918:00 |        | 32:31(19:17) |            | SPC Vojvodina, Nowy Sad Widzów: 6 000 Sędzia: Sondors, Līcis |

### Grupa 3
| 24 października 201821:45 | Islandia | 35:21(17:13) | Grecja | Laugardalshöllin, Reykjavík Widzów: 1 450 Sędzia: Pavićević, Ražnatović |
| 24 października 201821:45 |          | 35:21(17:13) |        | Laugardalshöllin, Reykjavík Widzów: 1 450 Sędzia: Pavićević, Ražnatović |

| 25 października 201820:15 | Macedonia Północna | 31:27(17:13) | Turcja | Sportska sala Mladost, Bitola Widzów: 4 100 Sędzia: Herczeg, Südi |
| 25 października 201820:15 |                    | 31:27(17:13) |        | Sportska sala Mladost, Bitola Widzów: 4 100 Sędzia: Herczeg, Südi |

| 28 października 201814:00 | Turcja | 22:33(13:16) | Islandia | THF Spor Salonu, Ankara Widzów: 1 570 Sędzia: Caçador, Nicolau |
| 28 października 201814:00 |        | 22:33(13:16) |          | THF Spor Salonu, Ankara Widzów: 1 570 Sędzia: Caçador, Nicolau |

| 28 października 201816:00 | Grecja | 28:26(12:13) | Macedonia Północna | Municipal Sports Center Lefkovrisi, Kozani Widzów: 605 Sędzia: Baumgart, Wild |
| 28 października 201816:00 |        | 28:26(12:13) |                    | Municipal Sports Center Lefkovrisi, Kozani Widzów: 605 Sędzia: Baumgart, Wild |

| 10 kwietnia 201917:00 | Grecja | 22:26(11:11) | Turcja | Municipal Sports Center Lefkovrisi, Kozani Widzów: 2 000 Sędzia: Lah, Sok |
| 10 kwietnia 201917:00 |        | 22:26(11:11) |        | Municipal Sports Center Lefkovrisi, Kozani Widzów: 2 000 Sędzia: Lah, Sok |

| 10 kwietnia 201921:45 | Islandia | 33:34(17:17) | Macedonia Północna | Laugardalshöllin, Reykjavík Widzów: 1 973 Sędzia: Gasmi, Gasmi |
| 10 kwietnia 201921:45 |          | 33:34(17:17) |                    | Laugardalshöllin, Reykjavík Widzów: 1 973 Sędzia: Gasmi, Gasmi |

| 14 kwietnia 201916:00 | Turcja | 26:23(12:9) | Grecja | Porsuk Spor Salonu, Eskişehir Widzów: 2 200 Sędzia: Kurtagic, Wetterwik |
| 14 kwietnia 201916:00 |        | 26:23(12:9) |        | Porsuk Spor Salonu, Eskişehir Widzów: 2 200 Sędzia: Kurtagic, Wetterwik |

| 14 kwietnia 201920:00 | Macedonia Północna | 24:24(10:11) | Islandia | Centrum sportowe „Boris Trajkowski”, Skopje Widzów: 6 963 Sędzia: Sondors, Līcis |
| 14 kwietnia 201920:00 |                    | 24:24(10:11) |          | Centrum sportowe „Boris Trajkowski”, Skopje Widzów: 6 963 Sędzia: Sondors, Līcis |

| 12 czerwca 201919:00 | Turcja | 25:26(13:11) | Macedonia Północna | Porsuk Spor Salonu, Eskişehir Widzów: 1 850 Sędzia: Zotin, Volodkov |
| 12 czerwca 201919:00 |        | 25:26(13:11) |                    | Porsuk Spor Salonu, Eskişehir Widzów: 1 850 Sędzia: Zotin, Volodkov |

| 12 czerwca 201920:00 | Grecja | 28:28(12:15) | Islandia | Municipal Sports Center Lefkovrisi, Kozani Widzów: 600 Sędzia: Pandžić, Šatordžija |
| 12 czerwca 201920:00 |        | 28:28(12:15) |          | Municipal Sports Center Lefkovrisi, Kozani Widzów: 600 Sędzia: Pandžić, Šatordžija |

| 16 czerwca 201916:00 | Islandia | 32:22(12:9) | Turcja | Laugardalshöllin, Reykjavík Widzów: 2 100 Sędzia: Čerņavskis, Bogdanovs |
| 16 czerwca 201916:00 |          | 32:22(12:9) |        | Laugardalshöllin, Reykjavík Widzów: 2 100 Sędzia: Čerņavskis, Bogdanovs |

| 16 czerwca 201918:00 | Macedonia Północna | 27:23(13:11) | Grecja | Sportska sała Park, Strumica Widzów: 2 300 Sędzia: Brkic, Jusufhodzic |
| 16 czerwca 201918:00 |                    | 27:23(13:11) |        | Sportska sała Park, Strumica Widzów: 2 300 Sędzia: Brkic, Jusufhodzic |

### Grupa 4
| 24 października 201820:15 | Słowenia | 27:21(14:7) | Łotwa | Športna dvorana Ljudski Vrt, Maribor Widzów: 2 300 Sędzia: Jørum, Kleven |
| 24 października 201820:15 |          | 27:21(14:7) |       | Športna dvorana Ljudski Vrt, Maribor Widzów: 2 300 Sędzia: Jørum, Kleven |

| 25 października 201819:30 | Holandia | 35:25(17:10) | Estonia | XL Sittard, Sittard Widzów: 1 500 Sędzia: Mata, López |
| 25 października 201819:30 |          | 35:25(17:10) |         | XL Sittard, Sittard Widzów: 1 500 Sędzia: Mata, López |

| 28 października 201814:10 | Łotwa | 29:25(17:11) | Holandia | Vidzemes olimpiskais centrs, Valmiera Widzów: 1 100 Sędzia: Brunovský, Čanda |
| 28 października 201814:10 |       | 29:25(17:11) |          | Vidzemes olimpiskais centrs, Valmiera Widzów: 1 100 Sędzia: Brunovský, Čanda |

| 28 października 201818:30 | Estonia | 20:31(11:16) | Słowenia | Kalevi spordihall, Tallinn Widzów: 920 Sędzia: Schulze, Tönnies |
| 28 października 201818:30 |         | 20:31(11:16) |          | Kalevi spordihall, Tallinn Widzów: 920 Sędzia: Schulze, Tönnies |

| 11 kwietnia 201918:30 | Estonia | 18:24(11:10) | Łotwa | Kalevi spordihall, Tallinn Widzów: 600 Sędzia: Konjičanin, Konjičanin |
| 11 kwietnia 201918:30 |         | 18:24(11:10) |       | Kalevi spordihall, Tallinn Widzów: 600 Sędzia: Konjičanin, Konjičanin |

| 11 kwietnia 201919:30 | Holandia | 26:27(12:11) | Słowenia | Topsportcentrum, Almere Widzów: 1 400 Sędzia: Bonifert, Oláh |
| 11 kwietnia 201919:30 |          | 26:27(12:11) |          | Topsportcentrum, Almere Widzów: 1 400 Sędzia: Bonifert, Oláh |

| 14 kwietnia 201914:10 | Łotwa | 30:24(17:12) | Estonia | Vidzemes olimpiskais centrs, Valmiera Widzów: 1 450 Sędzia: Gousko, Repkin |
| 14 kwietnia 201914:10 |       | 30:24(17:12) |         | Vidzemes olimpiskais centrs, Valmiera Widzów: 1 450 Sędzia: Gousko, Repkin |

| 14 kwietnia 201917:00 | Słowenia | 30:23(16:11) | Holandia | Dvorana Zlatorog, Celje Widzów: 4 100 Sędzia: Brunner, Salah |
| 14 kwietnia 201917:00 |          | 30:23(16:11) |          | Dvorana Zlatorog, Celje Widzów: 4 100 Sędzia: Brunner, Salah |

| 12 czerwca 201919:40 | Łotwa | 25:24(14:10) | Słowenia | Vidzemes olimpiskais centrs, Valmiera Widzów: 1 450 Sędzia: Gjeding, Hansen |
| 12 czerwca 201919:40 |       | 25:24(14:10) |          | Vidzemes olimpiskais centrs, Valmiera Widzów: 1 450 Sędzia: Gjeding, Hansen |

| 13 czerwca 201918:30 | Estonia | 27:33(13:16) | Holandia | Kalevi spordihall, Tallinn Widzów: 400 Sędzia: Lindenbaum, Laron |
| 13 czerwca 201918:30 |         | 27:33(13:16) |          | Kalevi spordihall, Tallinn Widzów: 400 Sędzia: Lindenbaum, Laron |

| 16 czerwca 201918:00 | Słowenia | 32:28(19:11) | Estonia | Športna dvorana Bonifika, Koper Widzów: 1 800 Sędzia: Chaskis, Tsakonas |
| 16 czerwca 201918:00 |          | 32:28(19:11) |         | Športna dvorana Bonifika, Koper Widzów: 1 800 Sędzia: Chaskis, Tsakonas |

| 16 czerwca 201918:00 | Holandia | 25:21(13:11) | Łotwa | Topsportcentrum, Almere Widzów: 1 600 Sędzia: Leszczyński, Piechota |
| 16 czerwca 201918:00 |          | 25:21(13:11) |       | Topsportcentrum, Almere Widzów: 1 600 Sędzia: Leszczyński, Piechota |

### Grupa 5
| 24 października 201818:00 | Czechy | 31:27(15:12) | Finlandia | Sportovní hala města Plzně, Pilzno Widzów: 1 300 Sędzia: Nikolić, Stojković |
| 24 października 201818:00 |        | 31:27(15:12) |           | Sportovní hala města Plzně, Pilzno Widzów: 1 300 Sędzia: Nikolić, Stojković |

| 25 października 201818:00 | Białoruś | 29:30(16:12) | Bośnia i Hercegowina | Dworiec sporta „Uruczje”, Mińsk Widzów: 2 600 Sędzia: Leszczyński, Piechota |
| 25 października 201818:00 |          | 29:30(16:12) |                      | Dworiec sporta „Uruczje”, Mińsk Widzów: 2 600 Sędzia: Leszczyński, Piechota |

| 27 października 201816:00 | Finlandia | 20:27(8:15) | Białoruś | Energia Areena, Vantaa Widzów: 1 150 Sędzia: Canbro, Kliko |
| 27 października 201816:00 |           | 20:27(8:15) |          | Energia Areena, Vantaa Widzów: 1 150 Sędzia: Canbro, Kliko |

| 27 października 201820:00 | Bośnia i Hercegowina | 20:25(10:12) | Czechy | KSPC "Mejdan", Tuzla Widzów: 4 000 Sędzia: Sondors, Līcis |
| 27 października 201820:00 |                      | 20:25(10:12) |        | KSPC "Mejdan", Tuzla Widzów: 4 000 Sędzia: Sondors, Līcis |

| 10 kwietnia 201918:10 | Czechy | 30:31(12:14) | Białoruś | Sportovní hala města Plzně, Pilzno Widzów: 1 600 Sędzia: Santos, Fonseca |
| 10 kwietnia 201918:10 |        | 30:31(12:14) |          | Sportovní hala města Plzně, Pilzno Widzów: 1 600 Sędzia: Santos, Fonseca |

| 11 kwietnia 201917:30 | Finlandia | 26:30(13:15) | Bośnia i Hercegowina | Energia Areena, Vantaa Widzów: 1 200 Sędzia: Katsikis, Michailidis |
| 11 kwietnia 201917:30 |           | 26:30(13:15) |                      | Energia Areena, Vantaa Widzów: 1 200 Sędzia: Katsikis, Michailidis |

| 14 kwietnia 201916:00 | Białoruś | 24:26(12:13) | Czechy | Dworiec sporta „Uruczje”, Mińsk Widzów: 2 700 Sędzia: Andorka, Hucker |
| 14 kwietnia 201916:00 |          | 24:26(12:13) |        | Dworiec sporta „Uruczje”, Mińsk Widzów: 2 700 Sędzia: Andorka, Hucker |

| 14 kwietnia 201917:00 | Bośnia i Hercegowina | 31:19(16:10) | Finlandia | KSPC "Mejdan", Tuzla Widzów: 3 100 Sędzia: Erdoğan, Özdeni |
| 14 kwietnia 201917:00 |                      | 31:19(16:10) |           | KSPC "Mejdan", Tuzla Widzów: 3 100 Sędzia: Erdoğan, Özdeni |

| 12 czerwca 201918:05 | Finlandia | 24:26(12:17) | Czechy | Energia Areena, Vantaa Widzów: 600 Sędzia: Pavićević, Ražnatović |
| 12 czerwca 201918:05 |           | 24:26(12:17) |        | Energia Areena, Vantaa Widzów: 600 Sędzia: Pavićević, Ražnatović |

| 12 czerwca 201920:00 | Bośnia i Hercegowina | 25:31(12:17) | Białoruś | KSPC "Mejdan", Tuzla Widzów: 3 000 Sędzia: Mažeika, Gatelis |
| 12 czerwca 201920:00 |                      | 25:31(12:17) |          | KSPC "Mejdan", Tuzla Widzów: 3 000 Sędzia: Mažeika, Gatelis |

| 16 czerwca 201918:00 | Czechy | 23:24(10:11) | Bośnia i Hercegowina | Ostravar Aréna, Ostrawa Widzów: 5 521 Sędzia: Baumgart, Wild |
| 16 czerwca 201918:00 |        | 23:24(10:11) |                      | Ostravar Aréna, Ostrawa Widzów: 5 521 Sędzia: Baumgart, Wild |

| 16 czerwca 201919:00 | Białoruś | 40:15(20:8) | Finlandia | Victoria, Brześć Widzów: 2 800 Sędzia: Lah, Sok |
| 16 czerwca 201919:00 |          | 40:15(20:8) |           | Victoria, Brześć Widzów: 2 800 Sędzia: Lah, Sok |

### Grupa 6
| 24 października 201821:00 | Portugalia | 21:13(10:7) | Rumunia | Pavilhão Municipal, Santo Tirso Widzów: 1 900 Sędzia: Konjičanin, Konjičanin |
| 24 października 201821:00 |            | 21:13(10:7) |         | Pavilhão Municipal, Santo Tirso Widzów: 1 900 Sędzia: Konjičanin, Konjičanin |

| 25 października 201820:30 | Francja | 42:27(21:10) | Litwa | Aréna du Pays d'Aix, Aix-en-Provence Widzów: 6 000 Sędzia: Brunner, Salah |
| 25 października 201820:30 |         | 42:27(21:10) |       | Aréna du Pays d'Aix, Aix-en-Provence Widzów: 6 000 Sędzia: Brunner, Salah |

| 28 października 201815:30 | Litwa | 23:24(10:12) | Portugalia | Švyturys Arena, Kłajpeda Widzów: 1 800 Sędzia: Kurtagic, Wetterwik |
| 28 października 201815:30 |       | 23:24(10:12) |            | Švyturys Arena, Kłajpeda Widzów: 1 800 Sędzia: Kurtagic, Wetterwik |

| 28 października 201817:00 | Rumunia | 21:31(9:12) | Francja | BT Arena, Kluż-Napoka Widzów: 4 500 Sędzia: Lah, Sok |
| 28 października 201817:00 |         | 21:31(9:12) |         | BT Arena, Kluż-Napoka Widzów: 4 500 Sędzia: Lah, Sok |

| 11 kwietnia 201917:00 | Rumunia | 28:23(16:13) | Litwa | Săla Polivalentă, Târgoviște Widzów: 2 000 Sędzia: Brkic, Jusufhodzic |
| 11 kwietnia 201917:00 |         | 28:23(16:13) |       | Săla Polivalentă, Târgoviște Widzów: 2 000 Sędzia: Brkic, Jusufhodzic |

| 11 kwietnia 201921:00 | Portugalia | 33:27(17:13) | Francja | Pavilhão Multiusos, Guimarães Widzów: 3 842 Sędzia: Gubica, Milošević |
| 11 kwietnia 201921:00 |            | 33:27(17:13) |         | Pavilhão Multiusos, Guimarães Widzów: 3 842 Sędzia: Gubica, Milošević |

| 14 kwietnia 201915:30 | Litwa | 24:23(12:11) | Rumunia | Švyturys Arena, Kłajpeda Widzów: 1 200 Sędzia: Schulze, Tönnies |
| 14 kwietnia 201915:30 |       | 24:23(12:11) |         | Švyturys Arena, Kłajpeda Widzów: 1 200 Sędzia: Schulze, Tönnies |

| 14 kwietnia 201917:30 | Francja | 33:24(16:15) | Portugalia | Rhénus Sport, Strasburg Widzów: 6 660 Sędzia: Mata, López |
| 14 kwietnia 201917:30 |         | 33:24(16:15) |            | Rhénus Sport, Strasburg Widzów: 6 660 Sędzia: Mata, López |

| 13 czerwca 201917:00 | Rumunia | 19:24(12:11) | Portugalia | Sala Polivalentă Dinamo, Bukareszt Widzów: 800 Sędzia: Opava, Valek |
| 13 czerwca 201917:00 |         | 19:24(12:11) |            | Sala Polivalentă Dinamo, Bukareszt Widzów: 800 Sędzia: Opava, Valek |

| 13 czerwca 201918:00 | Litwa | 17:37(9:19) | Francja | Švyturys Arena, Kłajpeda Widzów: 1 500 Sędzia: Leandersson, Lindroos |
| 13 czerwca 201918:00 |       | 17:37(9:19) |         | Švyturys Arena, Kłajpeda Widzów: 1 500 Sędzia: Leandersson, Lindroos |

| 16 czerwca 201917:00 | Portugalia | 28:28(16:13) | Litwa | Centro de Desportos e Congressos, Matosinhos Widzów: 3 525 Sędzia: Nikolov, Nachevski |
| 16 czerwca 201917:00 |            | 28:28(16:13) |       | Centro de Desportos e Congressos, Matosinhos Widzów: 3 525 Sędzia: Nikolov, Nachevski |

| 16 czerwca 201918:00 | Francja | 34:25(19:14) | Rumunia | Palais des sports de Beaulieu, Nantes Widzów: 5 422 Sędzia: Baranowski, Lemanowicz |
| 16 czerwca 201918:00 |         | 34:25(19:14) |         | Palais des sports de Beaulieu, Nantes Widzów: 5 422 Sędzia: Baranowski, Lemanowicz |

### Grupa 7
| 24 października 201818:30 | Węgry | 30:22(16:9) | Słowacja | Érd Aréna, Érd Widzów: 2 000 Sędzia: Mažeika, Gatelis |
| 24 października 201818:30 |       | 30:22(16:9) |          | Érd Aréna, Érd Widzów: 2 000 Sędzia: Mažeika, Gatelis |

| 24 października 201819:30 | Rosja | 34:20(18:7) | Włochy | Uniwersalny Kompleks Sportowy CSKA, Moskwa Widzów: 1 500 Sędzia: Hájek, Macho |
| 24 października 201819:30 |       | 34:20(18:7) |        | Uniwersalny Kompleks Sportowy CSKA, Moskwa Widzów: 1 500 Sędzia: Hájek, Macho |

| 27 października 201818:00 | Słowacja | 21:22(12:10) | Rosja | Mestská športová hala, Preszów Widzów: 3 500 Sędzia: Nikolov, Nachevski |
| 27 października 201818:00 |          | 21:22(12:10) |       | Mestská športová hala, Preszów Widzów: 3 500 Sędzia: Nikolov, Nachevski |

| 27 października 201819:00 | Włochy | 22:30(10:15) | Węgry | Kioene Arena, Padwa Widzów: 3 000 Sędzia: Harabagiu, Stănescu |
| 27 października 201819:00 |        | 22:30(10:15) |       | Kioene Arena, Padwa Widzów: 3 000 Sędzia: Harabagiu, Stănescu |

| 10 kwietnia 201918:45 | Włochy | 26:23(12:9) | Słowacja | Palasport Vincenzo Cattani, Faenza Widzów: 4 000 Sędzia: Canbro, Kliko |
| 10 kwietnia 201918:45 |        | 26:23(12:9) |          | Palasport Vincenzo Cattani, Faenza Widzów: 4 000 Sędzia: Canbro, Kliko |

| 11 kwietnia 201917:30 | Rosja | 19:25(10:15) | Węgry | Sportkompleks Zwiezdnyj, Astrachań Widzów: 5 000 Sędzia: Leszczyński, Piechota |
| 11 kwietnia 201917:30 |       | 19:25(10:15) |       | Sportkompleks Zwiezdnyj, Astrachań Widzów: 5 000 Sędzia: Leszczyński, Piechota |

| 14 kwietnia 201916:00 | Węgry | 23:23(11:15) | Rosja | Érd Aréna, Érd Widzów: 2 200 Sędzia: Gjeding, Hansen |
| 14 kwietnia 201916:00 |       | 23:23(11:15) |       | Érd Aréna, Érd Widzów: 2 200 Sędzia: Gjeding, Hansen |

| 14 kwietnia 201917:00 | Słowacja | 23:26(11:12) | Włochy | Športová hala, Powaska Bystrzyca Widzów: 1 400 Sędzia: Pandžić, Šatordžija |
| 14 kwietnia 201917:00 |          | 23:26(11:12) |        | Športová hala, Powaska Bystrzyca Widzów: 1 400 Sędzia: Pandžić, Šatordžija |

| 12 czerwca 201918:00 | Słowacja | 20:21(8:9) | Węgry | Mestská športová hala, Šaľa Widzów: 1 500 Sędzia: Bounouara, Sami |
| 12 czerwca 201918:00 |          | 20:21(8:9) |       | Mestská športová hala, Šaľa Widzów: 1 500 Sędzia: Bounouara, Sami |

| 13 czerwca 201918:45 | Włochy | 23:30(10:14) | Rosja | Pala Yamamay, Busto Arsizio Widzów: 3 250 Sędzia: Argyridis, Mouttas |
| 13 czerwca 201918:45 |        | 23:30(10:14) |       | Pala Yamamay, Busto Arsizio Widzów: 3 250 Sędzia: Argyridis, Mouttas |

| 16 czerwca 201918:00 | Węgry | 32:29(16:14) | Włochy | Messzi István Sportcsarnok, Kecskemét Widzów: 1 900 Sędzia: Novikov, Rozhkov |
| 16 czerwca 201918:00 |       | 32:29(16:14) |        | Messzi István Sportcsarnok, Kecskemét Widzów: 1 900 Sędzia: Novikov, Rozhkov |

| 16 czerwca 201919:00 | Rosja | 30:20(17:8) | Słowacja | Sibur Arena, Petersburg Widzów: 3 500 Sędzia: Jović, Arnautović |
| 16 czerwca 201919:00 |       | 30:20(17:8) |          | Sibur Arena, Petersburg Widzów: 3 500 Sędzia: Jović, Arnautović |

### Grupa 8
| 24 października 201817:30 | Czarnogóra | 24:24(10:15) | Wyspy Owcze | Verde Complex, Podgorica Widzów: 800 Sędzia: Bolic, Hurich |
| 24 października 201817:30 |            | 24:24(10:15) |             | Verde Complex, Podgorica Widzów: 800 Sędzia: Bolic, Hurich |

| 24 października 201821:00 | Dania | 30:24(12:12) | Ukraina | Ceres Arena, Aarhus Widzów: 3 677 Sędzia: Gubica, Milošević |
| 24 października 201821:00 |       | 30:24(12:12) |         | Ceres Arena, Aarhus Widzów: 3 677 Sędzia: Gubica, Milošević |

| 27 października 201816:10 | Wyspy Owcze | 17:35(8:17) | Dania | Skjern Bank Arena, Skjern Widzów: 2 178 Sędzia: Smailagic, Smailagic |
| 27 października 201816:10 |             | 17:35(8:17) |       | Skjern Bank Arena, Skjern Widzów: 2 178 Sędzia: Smailagic, Smailagic |

| 28 października 201817:30 | Ukraina | 29:24(15:12) | Czarnogóra | Sport Manezh of Sumy State University, Sumy Widzów: 1 430 Sędzia: Erdoğan, Özdeniz |
| 28 października 201817:30 |         | 29:24(15:12) |            | Sport Manezh of Sumy State University, Sumy Widzów: 1 430 Sędzia: Erdoğan, Özdeniz |

| 10 kwietnia 201918:00 | Ukraina | 30:19(17:12) | Wyspy Owcze | Pałac Sportu, Kijów Widzów: 3 300 Sędzia: Covalciuc, Covalciuc |
| 10 kwietnia 201918:00 |         | 30:19(17:12) |             | Pałac Sportu, Kijów Widzów: 3 300 Sędzia: Covalciuc, Covalciuc |

| 10 kwietnia 201921:00 | Czarnogóra | 32:31(16:17) | Dania | Sportski centar Morača, Podgorica Widzów: 4 365 Sędzia: Pichon, Reveret |
| 10 kwietnia 201921:00 |            | 32:31(16:17) |       | Sportski centar Morača, Podgorica Widzów: 4 365 Sędzia: Pichon, Reveret |

| 13 kwietnia 201917:45 | Wyspy Owcze | 26:27(14:15) | Ukraina | Royal Arena, Kopenhaga Widzów: 8 835 Sędzia: Tzaferopoulos, Bethmann |
| 13 kwietnia 201917:45 |             | 26:27(14:15) |         | Royal Arena, Kopenhaga Widzów: 8 835 Sędzia: Tzaferopoulos, Bethmann |

| 13 kwietnia 201920:15 | Dania | 37:26(14:11) | Czarnogóra | Royal Arena, Kopenhaga Widzów: 11 835 Sędzia: Baumgart, Wild |
| 13 kwietnia 201920:15 |       | 37:26(14:11) |            | Royal Arena, Kopenhaga Widzów: 11 835 Sędzia: Baumgart, Wild |

| 12 czerwca 201919:00 | Ukraina | 30:33(15:14) | Dania | Pałac Sportu, Kijów Widzów: 3 800 Sędzia: Santos, Fonseca |
| 12 czerwca 201919:00 |         | 30:33(15:14) |       | Pałac Sportu, Kijów Widzów: 3 800 Sędzia: Santos, Fonseca |

| 13 czerwca 201919:30 | Wyspy Owcze | 21:24(9:11) | Czarnogóra | Farum Arena, Farum Widzów: 950 Sędzia: Mitrevski, Todorovski |
| 13 czerwca 201919:30 |             | 21:24(9:11) |            | Farum Arena, Farum Widzów: 950 Sędzia: Mitrevski, Todorovski |

| 16 czerwca 201918:00 | Dania | 31:24(17:13) | Wyspy Owcze | Jutlander Bank Arena, Aalborg Widzów: 4 591 Sędzia: Šniūrevičius, Grigalionis |
| 16 czerwca 201918:00 |       | 31:24(17:13) |             | Jutlander Bank Arena, Aalborg Widzów: 4 591 Sędzia: Šniūrevičius, Grigalionis |

| 16 czerwca 201918:00 | Czarnogóra | 27:21(15:7) | Ukraina | Sportski centar Morača, Podgorica Widzów: 4 000 Sędzia: Bonifert, Oláh |
| 16 czerwca 201918:00 |            | 27:21(15:7) |         | Sportski centar Morača, Podgorica Widzów: 4 000 Sędzia: Bonifert, Oláh |

### Ranking drużyn z trzecich miejsc
Cztery zespoły spośród tych, które zajęły w swoich grupach trzecie miejsca, awansowały do Mistrzostw Europy 2020. O kolejności decydowała liczba zdobytych punktów (a w przypadku tej samej liczby kolejnymi kryteriami był bilans bramkowy, a następnie większa liczba bramek zdobytych) wyłączając mecze z ostatnią drużyną w tabeli.